# Cupa României 1965/66
Der Cupa României in der Saison 1965/66 war das 28. Turnier um den rumänischen Fußballpokal. Sieger wurde Steaua Bukarest, das sich im Finale am 17. Juli 1966 gegen UTA Arad durchsetzen konnte. Dadurch qualifizierte sich Steaua für den Europapokal der Pokalsieger. Titelverteidiger Știința Cluj war im Achtelfinale gegen Dinamo Bukarest ausgeschieden.

## Modus
Die Klubs der Divizia A stiegen erst in der Runde der letzten 32 Mannschaften ein und mussten zunächst auswärts antreten. Ab dem Achtelfinale fanden alle Spiele – abgesehen vom Finale, das traditionell in Bukarest ausgetragen wurde – auf neutralem Platz statt. Es wurde jeweils nur eine Partie ausgetragen. Stand diese nach 90 Minuten unentschieden, folgte eine Verlängerung von 30 Minuten. Falls danach noch immer keine Entscheidung gefallen war, fand am folgenden Tag am selben Ort ein Wiederholungsspiel statt. Endete auch dieses mit einem Unentschieden, kam die Mannschaft mit dem niedrigeren Durchschnittsalter in die nächste Runde. Im Sechzehntelfinale kam im Falle eines Unentschiedens nach Verlängerung die auswärts spielende Mannschaft eine Runde weiter.

## Sechzehntelfinale
| Datum         |                        | Ergebnis             |                      |
| ------------- | ---------------------- | -------------------- | -------------------- |
| 9. März 1966  | Victoria Călan         | 0:3 (0:1)            | Steaua Bukarest      |
| 13. März 1966 | AS Aiud                | 3:1 (1:0)            | Știința Craiova      |
|               | Vagonul Arad           | 1:2 (0:1)            | Dinamo Bukarest      |
|               | Dinamo Bacău           | 0:1 (0:0)            | CSMS Iași            |
|               | Minerul Baia Mare      | 2:2 n. V. (1:1, 0:0) | Petrolul Ploiești    |
|               | Metalurgistul Bukarest | 1:2 (0:1)            | Steagul Roșu Brașov  |
|               | Dunărea Calafat        | 0:4 (0:2)            | Știința Cluj         |
|               | Clujeana Cluj          | 3:1 (1:0)            | Progresul Bukarest   |
|               | Foresta Fălticeni      | 0:3 (0:2)            | Farul Constanța      |
|               | Fructexport Focșani    | 0:4 (0:2)            | Siderurgistul Galați |
|               | Cimentul Medgidia      | 3:1 (3:0)            | Știința Timișoara    |
|               | Petrolul Moinești      | 0:1 (0:0)            | Soda Ocna Mureș      |
|               | Jiul Petrila           | 1:1 n. V. (1:1, 1:1) | Rapid Bukarest       |
|               | Rapid Plopeni          | 1:0 (0:0)            | Dinamo Pitești       |
|               | CSM Sibiu              | 0:2 (0:1)            | UTA Arad             |
|               | Știința Târgu Mureș    | 1:3 (0:2)            | Crișul Oradea        |

## Achtelfinale
| Datum        |                     | Ergebnis             |                      | Ort            |
| ------------ | ------------------- | -------------------- | -------------------- | -------------- |
| 11. Mai 1966 | Rapid Bukarest      | 2:0 (0:0)            | CSMS Iași            | Bacău          |
|              | UTA Arad            | 2:0 (2:0)            | Cimentul Medgidia    | Brașov         |
|              | Farul Constanța     | 3:2 n. V. (2:2, 1:2) | Rapid Plopeni        | Bukarest       |
|              | Crișul Oradea       | 3:2 (3:0)            | AS Aiud              | Cluj           |
|              | Steagul Roșu Brașov | 1:0 (1:0)            | Clujeana Cluj        | Hunedoara      |
|              | Dinamo Bukarest     | 3:1 n. V. (1:1, 0:1) | Universitatea Cluj 1 | Mediaș         |
|              | Petrolul Ploiești   | 1:0 n. V.            | Siderurgistul Galați | Pitești        |
|              | Steaua Bukarest     | 2:0 (0:0)            | Soda Ocna Mureș      | Râmnicu Vâlcea |

## Viertelfinale
| Datum         |                 | Ergebnis  |                     | Ort       |
| ------------- | --------------- | --------- | ------------------- | --------- |
| 22. Juni 1966 | Farul Constanța | 2:1 (1:0) | Steagul Roșu Brașov | Brăila    |
|               | Steaua Bukarest | 2:0 (1:0) | Dinamo Bukarest     | Bukarest  |
|               | UTA Arad        | 2:1 (1:1) | Crișul Oradea       | Hunedoara |
|               | Rapid Bukarest  | 2:0 (1:0) | Petrolul Ploiești   | Pitești   |

## Halbfinale
| Datum         |                 | Ergebnis  |                 | Ort      |
| ------------- | --------------- | --------- | --------------- | -------- |
| 13. Juli 1966 | Steaua Bukarest | 3:0 (1:0) | Rapid Bukarest  | Bukarest |
|               | UTA Arad        | 3:2 (1:2) | Farul Constanța | Pitești  |

## Finale
| Paarung         | Steaua Bukarest – UTA Arad |
| Ergebnis        | 4:0 (0:0) |
| Datum           | 17. Juli 1966 |
| Stadion         | Stadionul 23 August, Bukarest |
| Zuschauer       | 30.000 |
| Schiedsrichter  | Erwin Vetter (DDR) |
| Tore            | 1:0 Gavril Raksi (63.) 2:0 Gavril Raksi (70.) 3:0 Florea Voinea (75.) 4:0 Lajos Sătmăreanu (88.) |
| Steaua Bukarest | Vasile Suciu, Mircea Petescu, Emerich Jenei, Dumitru Nicolae, Lajos Sătmăreanu, Vasile Negrea, Dumitru Popescu, Sorin Avram, Gheorghe Constantin, Florea Voinea, Gavril Raksi, Carol Haidu Cheftrainer: Ilie Savu |
| UTA Arad        | Carol Weichelt, Gavril Birău, Dumitru Chivu, Hristo Mețcaș, Ioan Igna, Vasile Jac, Emil Floruț, Nicolae Pantea, Flavius Domide, Mihai Țârlea, Mircea Axente, Ladislau Petschovski Cheftrainer: Nicolae Dumitrescu |